# Odontobutidae
Odontobutidae – niewielka rodzina ryb okoniokształtnych obejmująca około dwudziestu gatunków słodkowodnych występujących w południowej Azji.

## Klasyfikacja
Rodzaje zaliczane do tej rodziny:
Micropercops — Milyeringa — Neodontobutis — Odontobutis — Perccottus — Sineleotris — Terateleotris

## Występowanie w polskich wodach
Przedstawiciele rodziny są reprezentowani w wodach Polski m.in. przez występujący jako gatunek obcy Perccottus glenii (trawianka).